# بها (آخرین بازمانده از ما)
«بها» (انگلیسی: The Price) ششمین قسمت از فصل دوم مجموعه تلویزیونی درام پسا آخرالزمانی آمریکایی آخرین بازمانده از ما است. این قسمت که به کارگردانی نیل دراکمن، یکی از سازندگان این مجموعه، بوده است و فیلم‌نامهٔ آن را با همکاری هیلی گراس و کریگ مازن نوشته است، در ۱۸ مه ۲۰۲۵ از شبکهٔ اچ‌بی‌او پخش شد. داستان این قسمت در چند بازهٔ زمانی مختلف در جکسون، وایومینگ می‌گذرد و رابطهٔ جوئل (پدرو پاسکال) و الی (بلا رمزی) را در طول سال‌ها دنبال می‌کند؛ جایی که آن‌ها تولدهای الی را جشن می‌گیرند و در همین حین، تردید الی نسبت به دروغ جوئل، کم‌کم شدت می‌گیرد.
این قسمت دومین تجربهٔ نیل دراکمن در کارگردانی برای این مجموعه بود. او از تمرکز این قسمت بر درام بیش از اکشن استقبال کرد و می‌خواست سکانس‌هایی را که در بازی اهمیت ویژه‌ای دارند، به درستی بازآفرینی کند. برخی سکانس‌ها مستقیماً از بازی ویدیوئی اقتباس شده‌اند اما با ترتیبی متفاوت؛ این قسمت شامل چندین فلش‌بک پیاپی است، در حالی‌که در بازی این سکانس‌ها در لحظات مختلف روایت می‌شوند.

## داستان
در سال ۱۹۸۳، جوئل و تامی جوان در ترس از پدر خشونت‌گراشان، خاویر، زندگی می‌کنند؛ تامی به دلیل اینکه در خرید ماری‌جوآنا کلاه سرش رفته بود، به دردسر افتاده بود و جوئل باعث شروع یک دعوا شد. خاویر آن‌ها را کتک نمی‌زند و در عوض به جوئل یک بطری آبجو می‌دهد و فاش می‌کند که خود او در کودکی توسط پدرش حتی خشونت‌بارتر مورد آزار قرار گرفته است. خاویر با به اشتراک گذاشتن احساس گناهش دربارهٔ خشونت‌های خودش، به جوئل می‌گوید امیدوار است که او بتواند با فرزندانش بهتر رفتار کند.
دو ماه پس از رسیدن به جکسون، وایومینگ، الی عمداً ساعد خود را می‌سوزاند تا جای گازگرفتگی را پنهان کند. برای تولدش، جوئل یک کیک و یک گیتار سفارشی به او هدیه می‌دهد. الی از او می‌خواهد که ترانه‌ای اجرا کند و جوئل «روزهای آینده» را می‌خواند. برای تولد شانزده سالگی‌اش، جوئل الی را به موزه‌ای متروکه می‌برد، جایی که الی روی مجسمه دایناسور بالا می‌رود. درون کپسول آپولو ۱۵ می‌نشیند و به نوار کاست پرتاب آپولو ۱۱ گوش می‌دهد و خود را در سفر به فضا تصور می‌کند. در تولد هفده سالگی‌اش، جوئل به طور اتفاقی وارد اتاق الی می‌شود، زمانی که الی ماری‌جوآنا کشیده و رابطه‌ای صمیمانه با کت داشته است، که روی ساعد الی شاپرکی خالکوبی کرده است. الی قصد خود برای نقل مکان به گاراژ را بیان می‌کند؛ آنها بحث می‌کنند ولی جوئل قبول می‌کند و فاصلهٔ بین‌شان افزایش می‌یابد.
در تولد نوزده سالگی‌اش، شک و تردیدهای الی نسبت به داستان جوئل دربارهٔ فایرفلایز بیشتر می‌شود. برای تولدش، جوئل اجازه می‌دهد که الی همراه او به گشت برود. آنها با یوجین مواجه می‌شوند که مورد گاز گرفتن قرار گرفته و از جوئل می‌خواهد تا قبل از اینکه به موجودی آلوده تبدیل شود، همسرش گیل را ببیند. الی جوئل را قانع می‌کند که موافقت کند و او این قول را به او می‌دهد. وقتی الی اسب‌هایشان را جمع می‌کند، جوئل یوجین را به جایی می‌برد و او را می‌کشد، که الی به طور اتفاقی شاهد آن می‌شود. در جکسون، جوئل به گیل دروغ می‌گوید و می‌گوید یوجین خودش را کشته است. الی در برابر گیل که بسیار ناراحت است، دروغ‌های جوئل را فاش می‌کند و متوجه می‌شود که او سال‌ها پیش دربارهٔ فایرفلایز به او دروغ گفته بود.
پس از مهمانی شب سال نو، الی به جوئل در ایوان خانه‌اش می‌پیوندد. او با قاطعیت از جوئل می‌خواهد حقیقت ماجرای فایرفلایز را بگوید. جوئل سرانجام اعتراف می‌کند که برای نجات جان الی، اعضای فایرفلایز را کشته و مانع از یافتن درمان شده است. الی با خشم می‌گوید که او هدف زندگی‌اش را از او گرفته است. جوئل اعتراف می‌کند که از تصمیمش پشیمان نیست، چون الی را دوست دارد و به او می‌گوید امیدوار است خودش با فرزندانش بهتر رفتار کند. الی پاسخ می‌دهد که فکر نمی‌کند بتواند او را ببخشد، اما حاضر است تلاش کند.
در سال ۲۰۲۹، الی پس از کشتن نورا، به سالن تئاتر بازمی‌گردد.

## تولید

### ایده‌پردازی و نگارش
«بها» توسط نیل دراکمن، یکی از سازندگان مجموعه آخرین بازمانده از ما، کارگردانی شده است. او این قسمت را به همراه هیلی گراس و کریگ مازن نوشته است. دراکمن پیش‌تر بازی آخرین بازمانده از ما قسمت ۲ که فصل دوم این مجموعه بر اساس آن ساخته شده را با همکاری گراس نویسندگی و کارگردانی کرده بود. او پیش از این یک قسمت از فصل اول مجموعه را نیز کارگردانی کرده بود و با بازگشت برای فصل دوم، اعتماد به نفس بیشتری در این زمینه داشت.

### بازیگران و شخصیت‌ها
بازی جو پانتولیانو در نقش یوجین در ۵ مارس ۲۰۲۵ اعلام شد. یوجین در بازی آخرین بازمانده از ما قسمت ۲ تنها در قالب یک عکس حضور دارد، زمانی که الی و دینا پناهگاه متروکهٔ حاوی ماری‌جوانای او را پیدا می‌کنند. نویسندگان در فصل دوم نقش یوجین را پررنگ‌تر کرده‌اند، مشابه قسمت مستقل بیل و فرانک در فصل اول. نیل دراکمن معتقد بود نقش این شخصیت در بازی «تا حدی سطحی» بود، اما در مجموعه، نقش او ارتباط نزدیکی با رابطهٔ جوئل و الی دارد. کریگ مازن استفاده از شخصیت‌های موجود برای ایفای نقش‌های خاص در مجموعه را جذاب می‌دانست، مانند مرتبط کردن یوجین با شخصیت‌های اصلی. پانتولیانو در مراحل پایانی تولید انتخاب شد و همین باعث شد دراکمن از قراردادن او در کنار پوستر فیلم ماتریکس (۱۹۹۹) متعلق به الی، که پانتولیانو در آن بازی کرده، خودداری کند.: ۵۵:۱۲ 

### فیلم‌برداری
تولید این قسمت حدوداً در ماه مه ۲۰۲۴ آغاز شد و تا ۹ ژوئیه به پایان رسید. کسینیا سره‌دا، فیلم‌بردار اصلی مجموعه، در این قسمت نیز حضور داشت. دراکمن احساس می‌کرد پس از همکاری در فصل اول، نوعی «زبان مشترک» با سره‌دا پیدا کرده است.

## بازخورد

### پخش
این قسمت در ۱۸ مه ۲۰۲۵ از شبکهٔ اچ‌بی‌او پخش شد.

### بازخورد منتقدان
جیمز جکسون از تایمز این قسمت را «یک ساعت درخشان تلویزیونی» توصیف کرد که باعث شده مجموعه «چیزی خاص به نظر برسد.» کاترین ون‌آرندونک از والچر آن را برجسته‌ترین قسمت فصل دانست. راس بونایم از کالایدر نوشت این قسمت «شاید بهترین قسمت مجموعه تا به امروز و یکی از بهترین قسمت‌های تلویزیونی سال ۲۰۲۵» باشد و از کار نیل دراکمن در اقتباس لحظاتی از بازی تمجید کرد. کارین جیمز از بی‌بی‌سی آن را یکی از بهترین قسمت‌های فصل دانست، اما معتقد بود وابستگی مجموعه به پویایی میان پدرو پاسکال و بلا رمزی را نشان می‌دهد؛ آلان سپینوال از رولینگ استون نیز نوشت که «سخت است آرزو نکرد که مجموعه همچنان عمدتاً دربارهٔ این دو نفر باشد». سایمون کاردی از آی‌جی‌ان این قسمت را از نظر احساسی «به طرز زیبایی اجرا شده» دانست، اما جایگاه آن در فصل را عجیب یافت و معتقد بود که در «نقطه‌ای حیاتی، حرکت رو به جلوی مجموعه را متوقف می‌کند». جو پانتولیانو برای نقش‌آفرینی‌اش در این قسمت نامزد جایزه بهترین بازیگر مهمان در یک مجموعه درام در پنجمین جوایز تلویزیونی آسترا شد.